# Jordbävningen utanför Iwaki 2016
Jordbävningen utanför Iwaki 2016 inträffade klockan 05.59 lokal tid (20.59 UTC) den 21 november 2016 utanför Iwaki i Japan. Skalvet med magnituden 7,4 inträffade på 11,3 kilometers djup, 61 kilometer utanför Honshus kust. Senare rapporterades åtta efterskalv med magnituden 4,4 och högre. De tre kraftigaste hade magnituden 5,4, 5,3 och 5,1. I Sendais hamn mättes tre timmar efter huvedskalvet en tsunamivåg på 140 centimeter.
Skador på byggnader förekom i staden Iwaki där en brand bröt ut i en kemifabrik, som var släckt efter 40 minuter. Tre personer rapporterats skadade.
Större skakningar i marken kändes i Fukushima och i huvudstaden Tokyo.
Preliminärt uppmättes skalvets magnitud till 7,3 av Japans meteorologiska institut. United States Geological Survey justerade styrkan ned till 6,9 medan Japans meteorologiska institut senare fastställde den till 7,4.
Jordbävningen utanför Iwaki 2016 beskrivs av Japans meteorologiska institut som ett efterskalv till Tohoku-jordbävningen 2011.

## Tsunami
Kort efter skalvet kom myndigheterna med en tsunamivarning för Fukushima prefektur, samt prefekturerna Aomori, Iwate, Miyagi, Ibaraki och Chiba. 
Tsunamiprognosen sträckte sig från staden Aomori i nordöstra Japan till Tateyama i sydöst, söder om Tokyo. Den största varningen utfärdades till området kring den tätbefolkade staden Iwaki i östra Japan. Myndigheterna uppmanade invånarna att omedelbart lämna kusten och sätta sig i säkerhet på högre höjder. Senare utökades varningsområdet till att även inkludera Izuöarna söder om Tokyo.
Upp till tre meter höga vågor befarades kunna slå in mot land vid Fukushimaområdet men det kom inga rapporter om så kraftiga vågor mot kusten.
Den första tsunamivågen nådde land klockan 06:29, lokal tid. 07:07 slog en våg slog in mot Fukushimas kust. Staden Sōma nåddes av en våg som mätte 90 centimeter, medan hamnen i Onahama söder om Iwaki nåddes av en våg som mätte 60 centimeter. I Sendai mättes en tsunamivåg på 140 centimeter klockan 08:03 lokaltid. Det är den största tsunamivågen i Japan sedan 2011. Vågorna orsakade inte några befarade skador. Tsunamivarningen i vissa områden drogs tillbaka strax före klockan 10 och avblåstes helt 12:50.

## Kärnkraftverket i Fukushima
Epicentrum för jordskalvet låg inte långt ifrån det kärnkraftverk i Fukushima. 
Kort efter skalvet kom ett meddelande om att kylsystemet i kärnkraftverket Fukushima II hade upphört att fungera, men Tokyo Electric Power Company uppgav också att det befintliga kylvattnet kring kärnreaktorn var tillräckligt kallt för att det inte ska utgöra någon omedelbar fara. Systemet startades om och fungerade igen efter 90 minuters avbrott.
Kärnkraftverket havererade till följd av en tsunami som skapade stor förödelse efter en kraftig jordbävning 2011.